# فهرست آثار ملی شهرستان تربت جام
فهرست آثار ملی شهرستان تربت جام شامل ۶۲ اثر ملی در شهرستان تربت جام است که تا ۱۳۹۷ به ثبت رسیده‌اند که سهم این شهرستان در سطح استان خراسان رضوی که بالغ بر ۱۴۰۷ اثر تاریخی ثبت شده دارد معمول است.
آرامگاه شیخ احمد جامی اولین اثر ملی این شهرستان است که در ۱۵ دی ۱۳۱۰ خورشیدی در فهرست آثار ملی ایران قرار گرفت.

## آثار ثبت‌شده
| ردیف | نام اثر                          | نگاره          | دیرینگی                               | موقعیت | شمارهٔ ثبت | تاریخ ثبت        | منبع   |
| ---- | -------------------------------- | -------------- | ------------------------------------- | --- | --------- | ---------------- | ------ |
| ۱    | آرامگاه شیخ احمد جامی            |                | سده ۹ تا ۱۲ ق                         | حاشیه شهر تربت جام ۳۵°۱۴′۵۰٫۳″ شمالی ۶۰°۳۷′۴۶٫۲″ شرقی / ۳۵٫۲۴۷۳۰۶°شمالی ۶۰٫۶۲۹۵۰۰°شرقی                      | ۱۷۴       | ۱۵ دی ۱۳۱۰       | [ ۳ ]  |
| ۲    | آرامگاه شاه قاسم انوار           |                | دوره قاجار                            | روستای لنگر ۳۵°۲۲′۵۴٫۰″ شمالی ۶۰°۲۶′۶٫۵″ شرقی / ۳۵٫۳۸۱۶۶۷°شمالی ۶۰٫۴۳۵۱۳۹°شرقی                              | ۱۰۶۱      | ۱۶ اردیبهشت ۱۳۵۴ | [ ۴ ]  |
| ۳    | مجموعه سمنگان                    | بارگذاری تصویر | دوره صفوی                             | ۴۵ کیلومتری شمال غربی شهر تربت جام                                                                          | ۱۹۸۸      | ۱۶ فروردین ۱۳۷۷  | [ ۵ ]  |
| ۴    | رباط تربت جام                    | بارگذاری تصویر | اواخر دوره تیموری                     | شهر تربت جام - خیابان کوثری ۳۵°۱۴′۲۳٫۲۸۰۰″ شمالی ۶۰°۳۷′۲۶٫۷۶۰۰″ شرقی / ۳۵٫۲۳۹۸۰۰۰۰۰°شمالی ۶۰٫۶۲۴۱۰۰۰۰۰°شرقی | ۲۰۱۷      | ۶ خرداد ۱۳۷۷     | [ ۶ ]  |
| ۵    | مجموعه خواجه عزیزالله            |                | دوران‌های تاریخی پس از اسلام           | تربت جام - خیابان کشتارگاه، ۱ کیلومتری آرامگاه شیخ احمد جامی                                                | ۲۱۱۶      | ۱۸ شهریور ۱۳۷۷   | [ ۷ ]  |
| ۶    | بوژگان                           | بارگذاری تصویر | قرون اولیه اسلامی                     | ۱۷ کیلومتری جنوب شرقی شهر تربت جام ۳۵°۱۰′۰٫۰۱″ شمالی ۶۰°۴۳′۵۹٫۹۹″ شرقی / ۳۵٫۱۶۶۶۶۹۴°شمالی ۶۰٫۷۳۳۳۳۰۶°شرقی   | ۲۳۶۲      | ۲۳ مرداد ۱۳۷۸    | [ ۸ ]  |
| ۷    | قلعه کهنه امغان                  | بارگذاری تصویر | اوایل سده‌های اسلامی                   | ۵ کیلومتر غرب شهر تربت جام                                                                                  | ۳۱۰۱      | ۲۵ اسفند ۱۳۷۹    | [ ۹ ]  |
| ۸    | مجموعه تاریخی بزد                | بارگذاری تصویر | دوران‌های تاریخی پس از اسلام           | روستای بزد                                                                                                  | ۳۲۳۶      | ۲۵ اسفند ۱۳۷۹    | [ ۱۰ ] |
| ۹    | شهر باستانی خرگرد                | بارگذاری تصویر | دوران‌های تاریخی پس از اسلام           | روستای لنگر                                                                                                 | ۳۱۰۲      | ۲۵ اسفند ۱۳۷۹    | [ ۱۱ ] |
| ۱۰   | قلعه کهنه رونج                   | بارگذاری تصویر | دوران‌های تاریخی پس از اسلام           | ۲۵ کیلومتری جنوب غربی شهر تربت جام                                                                          | ۳۱۰۳      | ۲۵ اسفند ۱۳۷۹    | [ ۱۲ ] |
| ۱۱   | فخر المدارس                      | بارگذاری تصویر | دوره قاجار - دوره پهلوی               | شهر تربت جام - خیابان جامی                                                                                  | ۶۸۷۳      | ۱۰ دی ۱۳۸۱       | [ ۱۳ ] |
| ۱۲   | حمام عزت                         | بارگذاری تصویر | دوره پهلوی                            | شهر تربت جام - خیابان قاضی زاده، چهارراه میرقوام الدین                                                      | ۷۲۲۳      | ۱۲ بهمن ۱۳۸۱     | [ ۱۴ ] |
| ۱۳   | آرامگاه پیر قوام الدین           | بارگذاری تصویر | دوره پهلوی                            | شهر تربت جام - خیابان میر قوام الدین، تقاطع قاضی زاده، نبش خیابان حسینی                                     | ۷۲۲۴      | ۱۲ بهمن ۱۳۸۱     | [ ۱۵ ] |
| ۱۴   | قلعه رحمت‌آباد                    | بارگذاری تصویر | اواخر دوره صفوی                       | روستای رحمت‌آباد                                                                                             | ۱۱۱۲۸     | ۱۶ شهریور ۱۳۸۳   | [ ۱۶ ] |
| ۱۵   | سقاوه نور                        | بارگذاری تصویر | سده ۵ و ۶ ق                           | بخش مرکزی - روستای بزد                                                                                      | ۱۱۹۹۷     | ۵ تیر ۱۳۸۴       | [ ۱۷ ] |
| ۱۶   | قلعه کهنه رباط                   | بارگذاری تصویر | دوره صفوی                             | روستای رباط                                                                                                 | ۱۲۸۶۷     | ۱۹ مرداد ۱۳۸۴    | [ ۱۸ ] |
| ۱۷   | قلعه ابدال‌آباد                   | بارگذاری تصویر | اواخر دوره صفوی                       | روستای ابدال‌آباد                                                                                            | ۱۴۳۰۲     | ۱۶ اسفند ۱۳۸۴    | [ ۱۹ ] |
| ۱۸   | حمام ابدال‌آباد                   | بارگذاری تصویر | اواسط دوره پهلوی                      | روستای ابدال‌آباد                                                                                            | ۱۴۳۱۱     | ۱۶ اسفند ۱۳۸۴    | [ ۲۰ ] |
| ۱۹   | قلعه محمودآباد                   | بارگذاری تصویر | اواخر دوره تیموری تا اواخر صفوی       | بخش نصرآباد - دهستان میان‌جام، روستای محمودآباد                                                              | ۱۴۳۱۸     | ۱۶ اسفند ۱۳۸۴    | [ ۲۱ ] |
| ۲۰   | مسجد جامع علوی                   | بارگذاری تصویر | پهلوی اول                             | شهر تربت جام - ابتدای خ میر قوام الدین                                                                      | ۱۴۳۱۹     | ۱۶ اسفند ۱۳۸۴    | [ ۲۲ ] |
| ۲۱   | مسجد نور                         | بارگذاری تصویر | سده ۶ هجری ـ معاصر                    | روستای بزد                                                                                                  | ۱۴۳۷۷     | ۱۶ اسفند ۱۳۸۴    | [ ۲۳ ] |
| ۲۲   | آب‌انبار شاهزاده قاسم انوار       |                | دوره تیموری                           | ضلع جنوبی روستای لنگر، مجاور آرامگاه شاهزاده قاسم                                                           | ۱۵۲۴۸     | ۲۴ اسفند ۱۳۸۴    | [ ۲۴ ] |
| ۲۳   | بقایای قلعه احمدآباد             | بارگذاری تصویر | سده ۵ تا ۱۰ ه                         | بخش پایین جام - دهستان گل‌بانو، روستای احمدآباد                                                              | ۱۵۸۸۵     | ۲۴ مرداد ۱۳۸۵    | [ ۲۵ ] |
| ۲۴   | قلعه شهرآباد                     | بارگذاری تصویر | دوره سلجوقیان تا دوره صفوی            | ضلع غربی داخل روستای شهرستانک ۳۵°۹′۳۳٫۹″ شمالی ۶۰°۵۴′۳۷٫۲″ شرقی / ۳۵٫۱۵۹۴۱۷°شمالی ۶۰٫۹۱۰۳۳۳°شرقی            | ۱۹۱۹۵     | ۳ خرداد ۱۳۸۶     | [ ۲۶ ] |
| ۲۵   | آرامگاه میرافضل                  | بارگذاری تصویر | دوره قاجار                            | روستای صیدآباد                                                                                              | ۲۰۴۸۰     | ۱۲ دی ۱۳۸۶       | [ ۲۷ ] |
| ۲۶   | قلعه حیانو                       | بارگذاری تصویر | سده ۷ تا ۹ ه                          | بخش پایین جام - دهستان گل‌بانو، ضلع غربی و داخل روستای قلعه حیانو                                            | ۲۰۵۸۱     | ۲۶ دی ۱۳۸۶       | [ ۲۸ ] |
| ۲۷   | تپه مخار                         | بارگذاری تصویر | هزاره سوم تا هزاره دوم (پیش از میلاد) | شهر تربت جام - شرق شهر                                                                                      | ۸۲۵۲      | ۲۴ فروردین ۱۳۸۲  | [ ۲۹ ] |
| ۲۸   | تپه ارگ بردو                     | بارگذاری تصویر | دوران‌های تاریخی پس از اسلام           | روستای بردو                                                                                                 | ۹۵۹۵      | ۲۷ مرداد ۱۳۸۲    | [ ۳۰ ] |
| ۲۹   | محوطه قلعه کاریزنو               | بارگذاری تصویر | دوره تیموری                           | بخش مرکزی - روستای کاریزنو                                                                                  | ۹۵۹۶      | ۲۷ مرداد ۱۳۸۲    | [ ۳۱ ] |
| ۳۰   | تپه گنج                          | بارگذاری تصویر | دوران‌های تاریخی پس از اسلام           | بخش نصرآباد                                                                                                 | ۹۵۹۷      | ۲۷ مرداد ۱۳۸۲    | [ ۳۲ ] |
| ۳۱   | تپه زمان‌آباد                     | بارگذاری تصویر | دوران پیش از تاریخ ایران باستان       | روستای قادرآباد                                                                                             | ۹۵۹۹      | ۲۷ مرداد ۱۳۸۲    | [ ۳۳ ] |
| ۳۲   | محوطه قلعه شیر                   | بارگذاری تصویر | دوران‌های تاریخی پس از اسلام           | روستای قلعه شیر                                                                                             | ۹۶۰۰      | ۲۷ مرداد ۱۳۸۲    | [ ۳۴ ] |
| ۳۳   | تپه خشخاشی                       | بارگذاری تصویر | دوران‌های تاریخی پس از اسلام           | روستای بردو                                                                                                 | ۹۶۰۲      | ۲۷ مرداد ۱۳۸۲    | [ ۳۵ ] |
| ۳۴   | بلغورخانه وقبرستان قلعه شیر      | بارگذاری تصویر | دوره ایلخانی                          | روستای قلعه شیر                                                                                             | ۹۶۰۳      | ۲۷ مرداد ۱۳۸۲    | [ ۳۶ ] |
| ۳۵   | تپه گارکی                        | بارگذاری تصویر | سده‌های اولیه و میانی اسلام            | روستای رحمت‌آباد                                                                                             | ۱۰۴۵۱     | ۲ آبان ۱۳۸۲      | [ ۳۷ ] |
| ۳۶   | تپه آسیاب                        | بارگذاری تصویر | سده‌های اولیه اسلام تا سده ۱۰ ق        | بخش نصرآباد - دهستان کاریزان، شرق روستای اندای                                                              | ۱۰۴۵۲     | ۲ آبان ۱۳۸۲      | [ ۳۸ ] |
| ۳۷   | تپه رباط خاکستری                 | بارگذاری تصویر | اواسط دوران‌های تاریخی پس از اسلام     | روستای سمنگان                                                                                               | ۱۱۹۳۹     | ۵ تیر ۱۳۸۴       | [ ۳۹ ] |
| ۳۸   | تپه تلخک                         | بارگذاری تصویر | سده ۳ و ۴ ق                           | ضلع شرقی روستای تلخک                                                                                        | ۱۱۹۴۰     | ۵ تیر ۱۳۸۴       | [ ۴۰ ] |
| ۳۹   | تپه پادشاه                       | بارگذاری تصویر | سده ۴ و ۵ ق                           | روستای کاریز                                                                                                | ۱۱۹۹۸     | ۵ تیر ۱۳۸۴       | [ ۴۱ ] |
| ۴۰   | تپه سرخ                          | بارگذاری تصویر | هزاره سوم تا دوره تاریخی              | روستای سمنگان                                                                                               | ۱۴۳۰۳     | ۱۶ اسفند ۱۳۸۴    | [ ۴۲ ] |
| ۴۱   | تپه باغ احمد                     | بارگذاری تصویر | سده ۹ تا ۱۳ ه                         | روستای ابدال‌آباد                                                                                            | ۱۴۳۰۴     | ۱۶ اسفند ۱۳۸۴    | [ ۴۳ ] |
| ۴۲   | تپه سفال گوربند                  | بارگذاری تصویر | تاریخی                                | ۵۰۰ متری غرب روستای گوربند                                                                                  | ۱۴۳۰۸     | ۱۶ اسفند ۱۳۸۴    | [ ۴۴ ] |
| ۴۳   | محوطه و بقایای مسجد خاص          | بارگذاری تصویر | سده ۶ تا ۱۰ ه                         | شهر تربت جام - انتهای خ میر قوام الدین                                                                      | ۱۴۳۱۲     | ۱۶ اسفند ۱۳۸۴    | [ ۴۵ ] |
| ۴۴   | محوطه و بقایای قلعه پوده         | بارگذاری تصویر | سده ۵ تا ۱۳ ه                         | ۷ کیلومتری جنوب شرق روستای خیرآباد                                                                          | ۱۴۳۱۳     | ۱۶ اسفند ۱۳۸۴    | [ ۴۶ ] |
| ۴۵   | تپه قصر گلچهره                   | بارگذاری تصویر | تاریخی                                | دو کیلومتری جنوب شرق روستای لنگر                                                                            | ۱۴۳۱۴     | ۱۶ اسفند ۱۳۸۴    | [ ۴۷ ] |
| ۴۶   | تپه و قبرستان تقی‌آباد            | بارگذاری تصویر | سده ۶ و ۷ ه - سده‌های متاخر اسلامی     | ۴۰۰ متری شرق روستای تقی‌آباد                                                                                 | ۱۴۳۱۵     | ۱۶ اسفند ۱۳۸۴    | [ ۴۸ ] |
| ۴۷   | محوطه و قبرستان بوژگان           | بارگذاری تصویر | سده ۵ تا ۹ ه                          | ؟ | ۱۴۳۱۶     | ۱۶ اسفند ۱۳۸۴    | [ ۴۹ ] |
| ۴۸   | تپه سفال کوشکک                   | بارگذاری تصویر | اسلامی                                | بخش مرکزی - دهستان جامرود، ۳۰۰ م شرق روستای کوشکک                                                           | ۱۴۳۲۰     | ۱۶ اسفند ۱۳۸۴    | [ ۵۰ ] |
| ۴۹   | تپه‌های یک و دو قلعه خرگوشی       | بارگذاری تصویر | سده ۴ و ۵ ق                           | ۱۰۰ متری شمال روستای خرگوشی                                                                                 | ۱۴۳۷۸     | ۱۶ اسفند ۱۳۸۴    | [ ۵۱ ] |
| ۵۰   | تپه و مقبره گلستان               | بارگذاری تصویر | سده ۶ و ۷ ه                           | ۵ کیلومتری شمال شرق روستای دولت‌آباد                                                                         | ۱۴۳۷۹     | ۱۶ اسفند ۱۳۸۴    | [ ۵۲ ] |
| ۵۱   | تپه میرپنج                       | بارگذاری تصویر | سده ۷ تا ۹ ه                          | ۵ کیلومتری شرقی روستای ملک‌آباد                                                                              | ۱۴۳۸۰     | ۱۶ اسفند ۱۳۸۴    | [ ۵۳ ] |
| ۵۲   | محوطه و بقایای قلعه کهنه خاکبادک | بارگذاری تصویر | سده ۳ تا ۶ ه                          | ۷۰۰ م شمال شرقی روستای دوست‌آباد                                                                             | ۱۴۳۸۱     | ۱۶ اسفند ۱۳۸۴    | [ ۵۴ ] |
| ۵۳   | محوطه و بقایای قلعه کهنه تقی‌آباد | بارگذاری تصویر | سده ۷ تا ۱۰ ه                         | جنوب شرقی روستای تقی‌آباد                                                                                    | ۱۵۲۳۸     | ۲۴ اسفند ۱۳۸۴    | [ ۵۵ ] |
| ۵۴   | تپه سما خون                      | بارگذاری تصویر | سده ۷ تا ۹ ه                          | ۲ کیلومتری جنوب شرق روستای سماخون                                                                           | ۱۵۸۷۷     | ۲۴ مرداد ۱۳۸۵    | [ ۵۶ ] |
| ۵۵   | تپه دهنه المجوق                  | بارگذاری تصویر | سده ۵ و ۶ ق                           | ۱ کیلومتری شمال روستای المجوق                                                                               | ۱۹۱۹۴     | ۳ خرداد ۱۳۸۶     | [ ۵۷ ] |
| ۵۶   | تپه آسباد                        | بارگذاری تصویر | سده‌های متأخر اسلامی                   | روستای رباط                                                                                                 | ۱۹۲۰۱     | ۳ خرداد ۱۳۸۶     | [ ۵۸ ] |
| ۵۷   | محوطه ارگ منصوریه                | بارگذاری تصویر | دوران‌های تاریخی پس از اسلام           | روستای منصوریه                                                                                              | ۱۰۹۱۷     | ۲۷ بهمن ۱۳۸۲     | [ ۵۹ ] |
| ۵۸   | محوطه تاریخی شومس                | بارگذاری تصویر | سده ۳ تا ۹ ه                          | بخش نصرآباد - دهستان بالاجام، ۱ کیلومتری شرق روستای اسماعیل‌آباد                                             | ۱۹۱۰۲     | ۳ خرداد ۱۳۸۶     | [ ۶۰ ] |
| ۵۹   | تپه ملک‌آباد                      | بارگذاری تصویر | سده ۷ تا ۹ ه                          | ؟ | ۲۹۰۶۱     | ۱۳ بهمن ۱۳۸۸     | [ ۲ ]  |
| ۶۰   | محوطه قلعه خاکی                  | بارگذاری تصویر | سده‌های اولیه اسلامی - سده ۵ ق         | ؟ | ۲۹۰۵۸     | ۱۳ بهمن ۱۳۸۸     | [ ۲ ]  |
| ۶۱   | محوطه چاه شور                    | بارگذاری تصویر | سده ۴ و ۹ ق                           | ؟ | ۲۹۰۶۰     | ۱۳ بهمن ۱۳۸۸     | [ ۲ ]  |
| ۶۲   | تپه قزقاوه                       | بارگذاری تصویر | سده‌های میانی اسلامی                   | ؟ | ۳۰۲۹۳     | ۱۳ بهمن ۱۳۸۸     | [ ۲ ]  |